# Miramont-Latour
Miramont-Latour è un comune francese di 156 abitanti situato nel dipartimento del Gers nella regione dell'Occitania.

## Società

### Evoluzione demografica
Abitanti censiti